# Bulgariens herrlandslag i ishockey
Bulgariens herrlandslag i ishockey representerar Bulgarien i ishockey för herrar.
Första matchen spelades den 17 januari 1942 i Bukarest, och vanns med 4-2 mot det dåvarande Jugoslavien .
Laget rankades 37:a på IIHF:s världsrankinglista 2013 och spelade i ishockey-VM:s division II, vilket de hade gjort ända sedan omorganisationen av VM-formatet 2001. Bulgarien åkte ur division II-systemet 2013. Bulgarien har också deltagit i OS en gång, i Innsbruck 1976. Bulgarien förlorade dock samtliga matcher i detta OS, och slutade på tolfte och sista plats.

## OS-turneringar
- 1964 - OS i Innsbruck, Österrike - deltog ej
- 1968 - OS i Grenoble, Frankrike - deltog ej
- 1972 - OS i Sapporo, Japan - deltog ej
- 1976 - OS i Innsbruck, Österrike - tolva
- 1980 - OS i Lake Placid, USA - deltog ej
- 1984 - OS i Sarajevo, Jugoslavien - deltog ej
- 1988 - OS i Calgary, Kanada - deltog ej
- 1992 - OS i Albertville, Frankrike - deltog ej
- 1994 - OS i Lillehammer, Norge - deltog ej
- 1998 - OS i Nagano, Japan - kvalificerade sig inte
- 2002 - OS i Salt Lake City, USA - deltog ej
- 2006 - OS i Turin, Italien - kvalificerade sig inte
- 2010 - OS i Vancouver, Kanada - kvalificerade sig inte
- 2014 - OS i Sotji, Ryssland - deltog ej

## VM-statistik

### 1963-2006
| VM-Turneringar    | Matcher | Segrar | Oavgjorda | Förluster | Gjorda mål | Insläppta mål | Poäng |
| ----------------- | ------- | ------ | --------- | --------- | ---------- | ------------- | ----- |
| A-VM              | 0       | 0      | 0         | 0         | 0          | 0             | 0     |
| B-VM/Division I   | 28      | 3      | 0         | 25        | 57         | 210           | 6     |
| C-VM/Division II  | 179     | 70     | 14        | 95        | 737        | 855           | 154   |
| D-VM/Division III | 15      | 8      | 3         | 4         | 83         | 38            | 19    |

### 2007-
| VM-Turneringar | Matcher | Segrar | Förluster | Sudden deaths-/Straffläggningssegrar | Sudden deaths-/Straffläggningsförluster | Gjorda mål | Insläppta mål | Poäng |
| -------------- | ------- | ------ | --------- | ------------------------------------ | --------------------------------------- | ---------- | ------------- | ----- |
| VM             | 0       | 0      | 0         | 0                                    | 0                                       | 0          | 0             | 0     |
| Division I     | 0       | 0      | 0         | 0                                    | 0                                       | 0          | 0             | 0     |
| Division II    | 45      | 11     | 31        | 1                                    | 2                                       | 168        | 338           | 37    |
| Division III   | 5       | 5      | 0         | 0                                    | 0                                       | 48         | 13            | 15    |

- ändrat poängsystem efter VM 2006, där seger ger 3 poäng istället för 2 och att matcherna får avgöras genom sudden death (övertid) och straffläggning vid oavgjort resultat i full tid. Vinnaren får där 2 poäng, förloraren 1 poäng.